# Aphrodes nisamianus
Aphrodes nisamianus är en insektsart som beskrevs av Logvinenko 1983. Aphrodes nisamianus ingår i släktet Aphrodes och familjen dvärgstritar. Inga underarter finns listade i Catalogue of Life.